# Route métropolitaine 924 (Toulouse Métropole)
Pour les articles homonymes, voir Route 924.
Dans Toulouse Métropole, la route métropolitaine 924 ou M924 est une route métropolitaine.
Elle fait 2,5 km et est aménagée à 2x2 voies sur la majeure partie de son parcours (1,9 km). Elle relie la route métropolitaine 2 à Seilh, avec la Voie Lactée à Beauzelle et la route nationale 224 à Aussonne en contournant le parc des expositions par le nord.
Elle est également la première route métropolitaine de Toulouse Métropole à ne pas être issue d'une ancienne départementale.

## Tracé
- Carrefour giratoire entre M924 et M2
- Carrefour giratoire  avec le chemin de Bel Air
- Carrefour giratoire entre M924 et M902
- Parc des expositions et Centre de conventions de Toulouse Métropole - Accès sud (uniquement au sud de la voie)
- Carrefour giratoire  avec le chemin d'Uliet
- Carrefour giratoire entre M924 et N224